# Església de la Mare de Déu de Montserrat (Badalona)
L'església de la Mare de Déu de Montserrat és un temple parroquial catòlic de la ciutat de Badalona. Està situada a la plaça de Cuba, al barri de Sant Crist de Can Cabanyes. El temple es va edificar entre 1969 i 1975, tanmateix, la història de la parròquia es remunta a un centre catequístic instal·lat originalment al carrer de la Camèlia dependent de la parròquia de Santa Maria de Badalona, que va ser elevat a tinença parroquial el 1963 i, finalment, en parròquia dos anys més tard mitjançant decret de l'arquebisbe de Barcelona, Gregorio Modrego.

## Història
L'església de la Mare de Déu de Montserrat ha estat la seu de la parròquia homònima, que ha donat servei sempre al barri de Sant Crist de Can Cabanyes. Els seus orígens es remunten a 1928, quan es va crear una secció catequística per part de la congregació mariana de la parròquia de Santa Maria de Badalona: un grup de dones van dedicar-se a ensenyar catequesi als nens, primer a l'aire lliure i després en modest local al carrer de Casas i Amigó, que va funcionar fins a l'esclat de la Guerra Civil el 1936. Després del conflicte, es va reprendre l'activitat catequística amb l'impuls de mossèn Joan Tolrà i mossèn Antoni Briàs. En aquest moment neix el Centre Catequístic Mare de Déu de Montserrat, amb un nou grup de noies joves de Santa Maria dedicades a ensenyar catequesi.
El centre, instal·lat en un nou local al carrer de la Camèlia –llavors dit de Ramón Franco–, no només era de caràcter religiós, va esdevenir un centre cultural i social, atès que va disposar de teatre i secció dramàtica, creada per un grup de joves procedents del convent de la Divina Providència. Amb el creixement de l'activitat, es va comprar el local el 18 de febrer de 1954 al seu propietari, el baró de Maldà. Per decret de 19 de setembre de 1963, l'arquebisbe de Barcelona, Gregorio Modrego, va declarar el centre una tinença parroquial de Santa Maria de Badalona. A més, va atorgar-li demarcació territorial en previsió de la seva elevació a parròquia, en un moment de gran creixement demogràfic a Badalona. Finalment, el 25 de març de 1965 va ser declarada parròquia, considerant que la desmembrament del terme parroquial de Santa Maria no hi perjudicava la vida ni el culte.
Quant a la vida religiosa, els primers anys va ser regida per ecònoms, i ben aviat es van començar a celebrar oficis religiosos i les festivitats catòliques de rigor. Així mateix, es va rebre en donació de la veïna Pepita Tejedor la campana. El 14 de febrer de 1967, el bisbat va rebre en donació de Josep Pericas i Joaquim Boix uns terrenys a la plaça de Cuba, on es va decidir alçar una nova església. El 24 d'abril de 1969 es va col·locar la primera pedra, en una cerimònia oficiada pel bisbe auxiliar Josep Capmany, assistit per l'ecònom Jaume Ribas, i tenint com a padrins l'alcalde Felipe Antoja i la seva muller, Encarnación Barrera. Les obres van durar fins a 1975 i es van finançar mitjançant donacions dels fidels. L'edifici va ser projectat per l'arquitecte Jordi Bonet i Armengol. Mentre van durar les obres, temporalment la parròquia es va instal·lar en uns locals davant del terreny, al carrer de la Selva. El 1974, quan tot l'indispensable estava construït, el nou ecònom, Narcís Puig, va celebrar el Nadal en una missa multitudinària.
El 27 d'abril de 1975 es va celebrar la benedicció del temple, oficiada pel cardenal Narcís Jubany. Unes darreres obres es van fer a la dècada de 1980, mentre era rector Mariano de la Cruz, que van consistir principalment en la construcció de la capella del Santíssim, inaugurada el 1984, i els locals parroquials en els baixos de l'edifici, així com el tancament perimetral del pati del darrere.

## Llista d'ecònoms i rectors
Durant els primers anys i fins a 1979, la tinença parroquial i, després, parròquia, va ser regida per ecònoms:
- Jesús Casajust, O.A.R. (1964-1966)[1]
- Jaume Ribas Marimon (1966-1969)[1]
- Narcís Puig Llonch (1970-1976)[1]
- Pedro Saz Ramo (1976-1978)[1]
- José Suárez (1978-1979)[1]
- Mariano de la Cruz Márquez (1975-1985)[1]
- Vicenç Maria Farré Piña (1985-1991)[2]
- Antoni Subirats Florit (1991-1992)[2]
- Isaac Novella Serrano (1992-1995)[2]
- Francisco Blanco Aranda (1995-2004)[2]

- Antoni Suriol Castellví (2005-2011)[2]
- Esteve Espín Cifuentes (2011-2019)[2][3]
- Richard Twagirimana (2019-Avui)[3]